# Subbaromyces splendens
Subbaromyces splendens är en svampart som beskrevs av Hesselt. 1953. Subbaromyces splendens ingår i släktet Subbaromyces, ordningen Pleosporales, klassen Dothideomycetes, divisionen sporsäcksvampar och riket svampar.   Inga underarter finns listade i Catalogue of Life.